# 崔子忠
崔子忠（？—1644年）。初名丹，字開予，後改名子忠，字道毋，號青蚓。北海（今山東萊陽）人，居順天府，明末畫家。

## 生平
生員，曾游董其昌之門，李自成農民軍攻克北京，他匿居土室餓死。

## 艺术成就

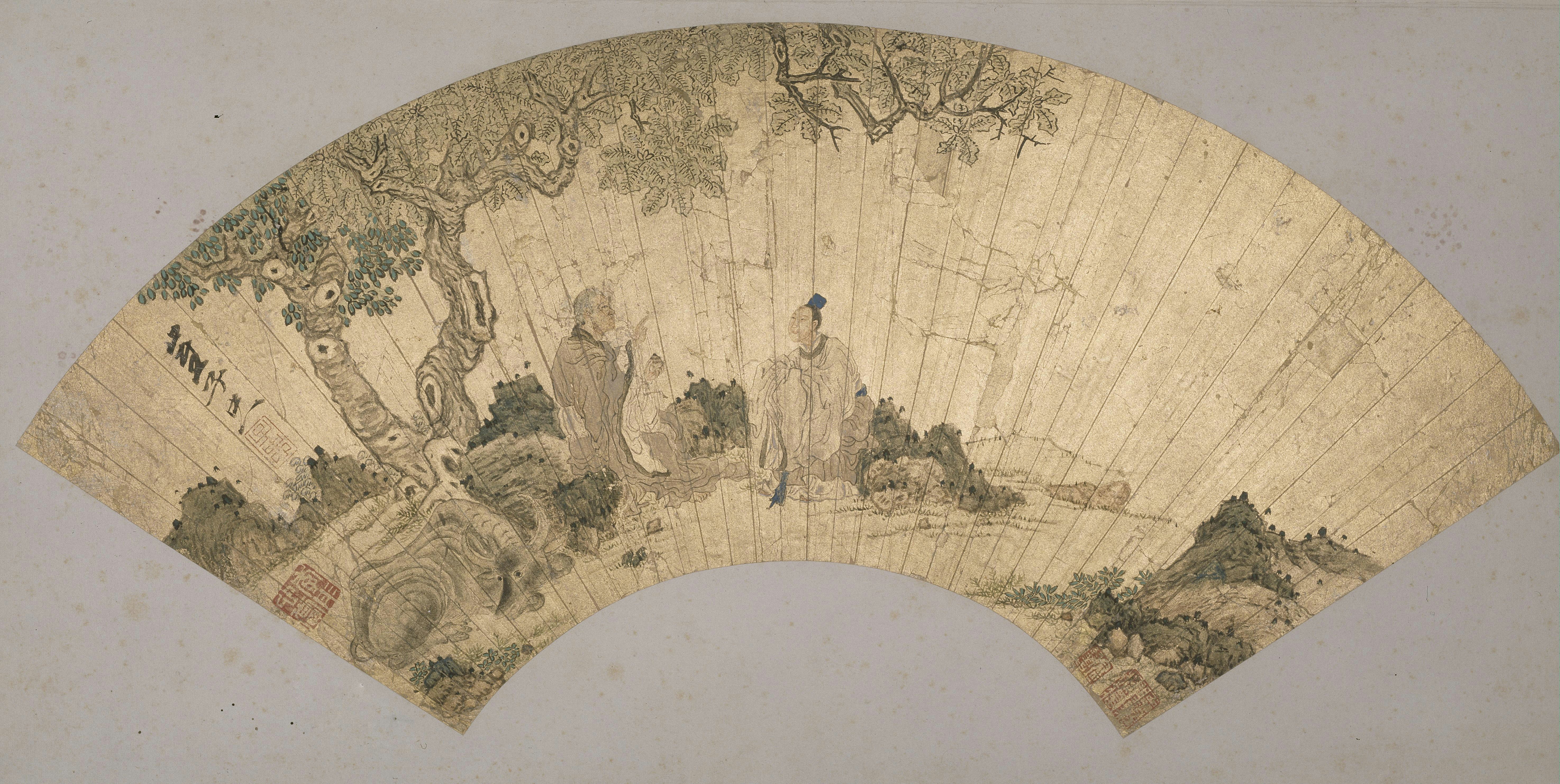
问道图扇页

他擅畫人物、仕女，規摹晉唐，參酌五代周文矩，細描繪色，衣紋稠疊，多用戰筆，而形象生動，兼工肖像畫，與陳洪綬齊名，有「南陳北崔」之稱。

## 作品
- 《蘇軾留帶圖》，藏於台灣台北國立故宮博物院
- 《雲中雞犬》軸，藏於台灣台北國立故宮博物院
- 《雲林洗桐圖》，藏於台灣台北國立故宮博物院
- 《忠桐陰博古圖》，藏於台灣台北國立故宮博物院